# Åbyen (Hjørring Kommune)
 For alternative betydninger, se Åbyen. (Se også artikler, som begynder med Åbyen)
Åbyen er en mindre by i det nordlige Vendsyssel med 488 indbyggere  (2024), beliggende seks kilometer sydøst for Hirtshals og 14 kilometer nord for Hjørring.
Byen ligger i Region Nordjylland og hører under Hjørring Kommune. Åbyen ligger desuden i Asdal Sogn.

## Om byen
Man finder Åbyen én kilometer øst for Hirtshalsmotorvejens begyndelse, frakørsel 1. Ca. 500 meter syd for byen ligger Asdal Hovedgård.